# Uniwersytet Donja Gorica
Uniwersytet Donja Gorica (czarnog. Univerzitet Donja Gorica / Универзитет Доња Горица, ang. University of Donja Gorica, skr. UDG) – czarnogórski uniwersytet prywatny zlokalizowany na przedmieściu Podgoricy – Donja Gorica.

## Historia
Uniwersytet jest prywatną uczelnią wyższą działającą na zasadach non-profit. Został utworzony w lutym 2010 przez połączenie pięciu wcześniej istniejących wydziałów: ekonomii międzynarodowej, finansów i biznesu, prawa, systemów i technologii informacyjnych, studiów humanistycznych i sztuki. Wydziały te były tworzone sukcesywnie, jako elementy przyszłego uniwersytetu. Zamiarem założycieli było kulturowe i ekonomiczne przygotowanie Czarnogóry do przystąpienia do Unii Europejskiej, poprzez wykształcenie odpowiednich kadr.

## Kształcenie
Uniwersytet kształci około 2000 studentów. Pięć wydziałów oferuje stopień magistra, a trzy stopień doktorski. Liczba pracowników akademickich wynosi 215 (stan na 2014). Administracja obejmuje 20 pracowników i jest całkowicie scentralizowana w rektoracie. Cała uczelnia mieści się w jednym obiekcie dostępnym dla osób o ograniczonej sprawności ruchowej, zaprojektowanym przez jednego z założycieli uniwersytetu.
W 2014 uczelnia posiadała dziewięć wydziałów i 12 fakultetów:
- Wydział Międzynarodowej Ekonomii, Finansów i Biznesu,
- Wydział Systemów i Technologii Informacyjnych,
- Wydział Prawa,
- Wydział Humanistyczny,
- Wydział Politechniczny,
- Wydział Technologii Żywności, Bezpieczeństwa Żywności i Ekologii,
- Wydział Sztuki,
- Wydział Projektowania i Multimediów,
- Wydział Zarządzania Sportem[1].

## Wydarzenia
W 2019 obiekty uniwersyteckie gościły uczestników studenckich Mistrzostw Europy w Tenisie. Odbyła się tam m.in. ceremonia otwarcia zawodów. W 2019, we współpracy z Beijing Union University w Pekinie, utworzono Konfucjuszową Klasę Turystyki w celu kształcenia osób promujących wymianę z Chinami. W tym samym roku na uczelni odbyła się Krajowa Konferencja Wczesnego Rozwoju, zorganizowana przy wsparciu UNICEF.